# Mumia Dżed-Amonet-ius-anch
Mumia Dżed-Amonet-ius-anch – pochodząca ze starożytnego Egiptu mumia zmarłej w wieku około 19-20 lat kobiety imieniem Dżed-Amonet-ius-anch. Pochodzi z okresu panowania XXII/XXIII dynastii, sprzed 2800 lat. Obecnie znajduje się w stałej ekspozycji raciborskiego muzeum przy ulicy Gimnazjalnej 1. Była przedmiotem wielu badań naukowych oraz opracowań, m.in. niemieckiego egiptologa Karla Richarda Lepsiusa.

## Dżed-Amonet-ius-anch
Dżed-Amonet-ius-anch pochodziła z zamożnej rodziny. Przyszła na świat prawdopodobnie w Memfis, ok. 800 r. p.n.e. Ojciec dziewczyny, Anch-Chonsu, piastował bliżej nieznane stanowisko w Tebach. Rodzice nadali jej imię jeszcze przed narodzeniem. Oczekując na narodziny, udali się do wyroczni bogini Amonet. Ta odpowiedziała: ona będzie żyć. Stąd wywodzi się imię – Dżed-Amonet-ius-anch – które oznacza dosłownie "mówi Amonet ona będzie żyć". Niewiele wiadomo o samym życiu kobiety; zachowała się jednak informacja, iż po wyjściu za mąż otrzymała tytuł "pani majątku", przysługujący bogatym mężatkom. Wiadomo również, że przynajmniej dwukrotnie zostawała matką. Wiek, w którym zmarła, szacuje się na około 19-20 lat. Śmierć prawdopodobnie nastąpiła w wyniku komplikacji przy porodzie.

## Mumia i sarkofagi
Ciało Dżed-Amonet-ius-anch zabalsamowano metodą stosowaną przy pochówku zamożnych zmarłych. Proces jej mumifikacji trwał 70 dni. Zanim jednak do niej przystąpiono, bywało, że zwłoki kobiet przez 3 dni leżały w domu, by zapobiec ewentualnym przypadkom nekrofilii. Ciało wpierw opróżniono z wnętrzności, a następnie oczyszczono i osuszono, stosując natron. Kolejnym etapem było wypchanie zwłok płótnem nasączonym żywicą. Tak spreparowane ciało owinięto pierwszą warstwą bandaży i zalano substancją bitumiczną. Następnie mumię owinięto w kolejne warstwy bandaży, dodając przy tym amulety mające pomóc zmarłej uzyskać protekcję u bogów.
Zabandażowane ciało zostało umieszczone w wykonanym z płócien i gipsu kartonażu, który w całości ozdobiono bogatą ikonografią. Głowę wymodelowano i otoczono peruką oraz wiankiem. Spod niego odchodziły ptasie nogi, trzymające w szponach symbole wskrzeszenia. Na szyi widniał dekoracyjny naszyjnik. W centralnym miejscu umieszczono boga Amona-Re pod postacią baraniogłowego ptaka. Spod jego ogona wyłaniały się dwie atakujące kobry, strzegące stojącego przed każdą z nich, dwukrotnie namalowanego w postaci mumii, Ozyrysa. Z kolei za każdą postacią Ozyrysa namalowano po dwie sylwetki – z jednej strony postać ludzką (wyobrażenie Imseta) oraz małpiogłowego człowieka (Hapi), z drugiej dwie ludzkie postacie o głowach sokoła (Kebehsenuef) oraz szakala (Duamutef). Wszystkie cztery sylwetki były wyobrażeniami Czterech Synów Horusa. Poniżej tych sylwetek przedstawiono także ptaka Re-Horachti. Ponadto na kartonażu znalazły się boginie Izyda i Neftyda oraz bóg Horus (dwukrotnie, pod postacią sokoła) i Anubis (również dwukrotnie, jako szakal czuwający u stóp zmarłej). Wszystkie te ukazane na kartonażu bóstwa miały czuwać nad bezpieczeństwem zmarłej.
Kartonaż z mumią umieszczony został w dwóch drewnianych sarkofagach. Ich zdobienie było zdecydowanie skromniejsze od kartonażu. Oba posiadały wymodelowaną głowę otoczoną peruką, naszyjnikiem oraz pasem inskrypcji, tzw. formułą ofiarną. Na wewnętrznym sarkofagu w okolicy szyi namalowano pektorał. Na jego dnie umieszczono postać bogini Nut. Zewnętrzny sarkofag nie był ozdobiony żadnymi malowidłami.
Tak zabalsamowane i zamknięte w kartonażu oraz dwóch sarkofagach ciało zostało pochowane po uroczystej procesji w komorze grobowej. Razem z nieboszczykiem składano do grobu także przedmioty codziennego użytku oraz w wielu okresach cztery urny kanopskie z pokrywami w kształcie głów symbolizujących Synów Horusa, jak te eksponowane z mumią Dżed-Amonet-ius-anch (przykładowe, nie należały bowiem do jej pochówku). Wnętrzności kobiety nie zostały złożone w kanopach, lecz zostały zawinięte wokół figurek przedstawiających synów Horusa i ponownie włożone do wnętrza ciała. Stało się tak w związku ze zmianą obyczajów w procesie mumifikacji, jakie nastąpiły za panowania XXI dynastii – wcześniej zwykło się wkładać trzewia do kanop. Stan ten trwał aż do czasu dojścia do władzy Taharki z XXV dynastii, który powrócił do dawnych praktyk.

## Historia
Po mumifikacji sarkofag wraz z ciałem kobiety przetrwał nietknięty w grobowcu prawie trzy tysiące lat. W połowie XIX wieku, w okresie panującej wówczas tzw. mumiomanii, został wyjęty z grobu i sprzedany. Przed sprzedażą mumia nie była wyciągana z kartonażu, nie była również rozwijana z bandaży, co stanowiło o jej wyższej wartości. Nabywcą okazał się podróżujący ówcześnie po Egipcie baron Anzelm von Rothschild, który posiadał majątki w okolicach Raciborza. Mumia została rozbandażowana w jednym z jego pałaców w Szylerzowicach. W roku szkolnym 1860/61 podarował ją Królewskiemu Gimnazjum Ewangelickiemu w Raciborzu, posiadającemu własne muzeum. Jak często jest podawane, baron zakupił mumię w prezencie ślubnym dla swojej przyszłej małżonki; ta jednak prezentu nie przyjęła, więc arystokrata przekazał mumię miejscowemu gimnazjum. Należy jednak pamiętać, że nie wiadomo, ile prawdy jest w tym podaniu.
20 listopada 1909 mumia została przewieziona do Muzeum Górnośląskiego w Gliwicach, które zobowiązało się do jej konserwacji i po raz pierwszy została wyeksponowana dla zwiedzających (w raciborskim gimnazjum była pozbawiona należytej opieki konserwatorskiej; liczba oglądających ją osób była ograniczona). Po I wojnie światowej rozpoczęto starania o zorganizowanie muzeum w Raciborzu i po jego utworzeniu, w maju 1934 roku, mumia powróciła do tego miasta. W 1937 w celu wzbogacenia ekspozycji władze muzeum wypożyczyły od Muzeum Egipskiego w Berlinie kilkadziesiąt drobnych eksponatów sztuki sepulkralnej starożytnych Egipcjan oraz cztery wspomniane wyżej urny kanopskie. Zakupiono również kopie amuletów i figurek bogów egipskich. Podczas II wojny światowej udało się ocalić mumię wraz z sarkofagiem. Zaginęły w większej części eksponaty z berlińskiego muzeum (m.in. jedna kanopa).
Po II wojnie światowej mumia jeszcze dwukrotnie opuszczała Racibórz. 22 października 1971 przewieziono ją wraz z kartonażem i sarkofagami do Muzeum Narodowego w Warszawie, skąd powróciła dopiero po 11 latach. W roku 1983 mumia gościła jeszcze w Akademii Rolniczej w Krakowie, gdzie dokonano zabiegu zniszczenia żyjącej na niej mikroflory. Zabieg ten powtórzyli, już w Raciborzu, 6 listopada 1995 profesorowie Bolesław Smyk i Wiesław Barabasz. Miał on na celu również konserwację zwłok za pomocą tlenku etylenu na okres 10 lat. Przy okazji dokonano także wymiany gabloty.

## Badania
Jako pierwszy próby opisu mumii podjął się nauczyciel gimnazjum, Wilhelm König. Do dziś zachował się jego obszerny opis, opublikowany przez szkolne wydawnictwo:

Mumia ma długość 5 stóp i pół cala i za życia była kobietą. Jej ramiona są wyciągnięte po obu stronach ciała tak, że ręce spoczywają na udach. (...) Jeśli chodzi o sposób balsamowania, to nie należy ona do drogich, ale bezsprzecznie do wymienionej wyżej drugiej klasy i to do jej podlejszej odmiany. Wygląd wcale nie jest piękny i mógłby dla niejednej żywej i wrażliwej wyobraźni być niewygodny. Wypełniona jest żywicami i asfaltem, a także wszędzie nimi pokryta.
Dlatego wygląda czarno i tylko na nielicznych miejscach, gdzie usunięto żywicę, ma wygląd ciemno-czerwono-brązowy. Zastosowano u niej również olej, o czym można wywnioskować, że na niektórych miejscach pokryta jest brudnobiałą powłoką, dającą się zetrzeć. (...) Początkowo posiadała przenikliwy zapach, tak samo bandaże, w które była owinięta. Obecnie zapach znacznie ustąpił. Podpadającym jest, że kiedy na nielicznych miejscach wolnych od żywicy skóra wydaje się przylegać bezpośrednio do kości i wszystkie ciało zostało chyba strawione przez sole i inne substancje, jednak na prawej stopie, która doznała uszkodzenia przy odwijaniu (nie byłem przy tym obecny), mięśnie odłamanego palca wielkiego i drugiego całkowicie się zachowały. Są koloru brązowo-żółtego, są bardzo włókniste, podobne do zgniłego drewna. W dotyku były najpierw tłuste, obecnie są suche. Paznokieć wielkiego palca świecąco czarny, jednak u nasady czerwony. Przy odwijaniu ostatnie bandaże odklejały się z trudnością, raczej nie odchodziły całkowicie, ponieważ zlepiły się z żywicą w jedną masę. Dlatego wszędzie widać jeszcze ich resztki. Wnętrzności prawdopodobnie zostały wyjęte przez jamę brzuszną, przynajmniej widać tam otwór długości 3 cali i 2 cali szerokości. Mumia jest bardzo ciężka, twarda i niełatwo łamliwa.
Co dotyczy głowy, to wprawdzie zachowały się dobrze wszystkie jej części, tylko nos jest uszkodzony, ale rysy twarzy zniekształcone, skroń bardzo wgnieciona, czoło wyraźnie cofnięte, powieki nie są zamknięte, włosów rzęs nie ma, natomiast wyraźnie widać włoski lewej brwi, chociaż bardzo zalepione. Brwi nad prawym okiem już nie można rozpoznać. Nos mały, tępy, nieco podwinięty do góry. Przylepiona nad nim żywica pęcherzykowata i nieco zgnieciona. Dziurki nosa szerokie i duże. Przegroda nosowa zachowała się, ale kość sitowa zniszczona. Dlatego można drutem przez jamę nosową dostać się do jamy czaszki, która jest próżna i nie wypełniona żywicą. W jaki sposób wyjęto mózg, nie mogłem dociec. Ponieważ kość sitowa jest zniszczona, prawdopodobnie wyjęto go przez nos, co częściej miało mieć miejsce. Usta bardzo występują do przodu, broda bardzo cofnięta w tył. Dolna warga gruba i występuje przed wąski brzeg wargi górnej. Małe uszy osadzone nisko i odstają od głowy. Kości policzkowe bardzo wydatne, a cała czaszka wygląda jak ściśnięta z boków. (...) Głowa bowiem ma jeszcze pełno włosów, chociaż większość z nich zlepiona jest żywicą na niej się znajdującą. Jednak na trzech miejscach długie włosy spadają w lokach w dół wcale nie są wełniste jak u murzynów. Są koloru ciemnobrązowego, z rudym połyskiem, gdy pada na nie światło. Ciało mumii należy chyba zaliczyć do rasy etiopskiej. (...)
Bandaże i płótna, w które była mocno owinięta mumia, są pod każdym względem tej samej jakości, jak wyżej podano o mumiach w ogólności, tak pod względem koloru (u naszej mumii koloru nankin), jak też wielkiej ilości i długości bandaży (niektóre były 17,5 stopy długie i pół stopy szerokie owijane wzdłuż całego ciała). Tak samo delikatny i kunsztowny był sposób owijania. Znaleziono też bardzo szerokie kawałki płótna. Po pierwszym bandażu na piersiach leżało kilka małych figurek, cztery z nich, długości dwóch cali, były całe, pozostałe potłuczone, między nimi święty żuk.

Pierwszych naukowych badań dokonał w XIX wieku prof. Karl Richard Lepsius. Objaśnił on znaczenie ikonografii oraz przetłumaczył pismo hieroglificzne. Nie zdołał jednak odczytać imienia kobiety, stwierdzając, iż zostało ono na zawsze zatarte (odczytu imienia dokonała badaczka Albertyna Dembska), podał natomiast jej drugie imię: Tet-Ament-aus-anch. Na początku XX wieku badający mumię prof. Woldemar Schmitt z Kopenhagi ocenił jej wiek na około 20 lat. Z początkiem lat 80. XX wieku dr Andrzej Niwiński opisał kartonaż jako tebański, pochodzący z okresu XXII/XXIII dynastii. W latach 1983/84 student Akademii Sztuk Pięknych w Krakowie, Krzysztof Syrek, w ramach swojej pracy dyplomowej zakonserwował i opisał kartonaż, także na nowo zinterpretował jego ikonografię. Również w 1983 roku w Katedrze Mikrobiologii Akademii Rolniczej w Krakowie przeprowadzono pod kierunkiem prof. dr. hab. Bolesława Smyka badania mikrobiologiczne i toksykologiczne mumii. Doprowadziły one do wykrycia 13 gatunków bakterii i promieniowców oraz 6 gatunków grzybów. Stwierdzono ponadto, że wszystkie te mikroorganizmy wywierają szkodliwy wpływ na bandaże oraz substancje konserwujące mumię. W wyniku tej ekspertyzy podjęto zabieg usunięcia z mumii żyjącej mikroflory. Najdokładniejsze jak dotąd badania hieroglifów i ikon przeprowadzono w roku 1990. Ich autorami byli studenci Instytutu Orientalistycznego Uniwersytetu Warszawskiego pod kierunkiem prof. dr hab. Albertyny Dembskiej. W roku 2002 przeprowadzono badania rentgenowskie, które wskazały, że śmierć kobiety nastąpiła najprawdopodobniej w wyniku komplikacji podczas porodu.

## Ekspozycja
Od 1983 roku mumia w muzeum w Raciborzu znajduje się w stałej ekspozycji zatytułowanej W domu Ozyrysa, będącej dziełem animatora kultury i działacza samorządowego Marka Rapnickiego. 
Jest to osobne pomieszczenie, mające imitować egipską komorę grobową. Sama mumia owinięta jest do połowy ramion oryginalnymi bandażami. Znajduje się w szklanej gablocie wyposażonej w pojemniki z żelem krzemionkowym redukującym wilgoć. Kartonaż oraz dwa sarkofagi prezentowane są oddzielnie. Całość ekspozycji ma oddawać ostatnie fazy mumifikacji związane z bandażowaniem ciała oraz umieszczaniem go w kartonażu i sarkofagach. Stanowi ona jedną z największych atrakcji muzeum. 
Jest jedną z zaledwie kilkunastu egipskich mumii znajdujących się w Polsce – pozostałe znajdują się w Warszawie, Krakowie oraz Wrocławiu.